# Szakál-Szűcs Kata
Szakál-Szűcs Kata (1982. június 24. –) magyar színésznő.

## Életpályája
2001–2003 között a Gór Nagy Mária Színitanoda hallgatója volt. 2004–2005 között a Szkéné Színház és a székesfehérvári Vörösmarty Színház tagja volt. 2007–2008 között Pesti Magyar Színiakadémia hallgatója volt. 2005-től a debreceni Csokonai Nemzeti Színház művésze.

## Fontosabb színházi szerepei
- Carlo Goldoni: A chioggiai csetepaté (színész) – Csokonai Nemzeti Színház
- A csillagszemű (színész) – Csokonai Nemzeti Színház
- Erich Wolfgang Korngold: A halott város (színész) – Csokonai Nemzeti Színház
- Dosztojevszkij: A Karamazov testvérek (Grusa) – Szkéné Színház
- A rögöcsei csoda (Bori, a fazekasék lánya) – Csokonai Nemzeti Színház, Szarvasi Vízi Színház
- Arthur Asher Miller: A salemi boszorkányok (színész) – Vörösmarty Színház
- Edmond Rostand: A sasfiók (színész) – Csokonai Nemzeti Színház
- Parti Nagy Lajos: Boldogult úrfikoromban (színész) – Csokonai Nemzeti Színház
- Vörösmarty Mihály: Csongor és Tünde (színész) – Vörösmarty Színház
- Ellen Maddow: Flip side (színész) – Csokonai Nemzeti Színház
- Olt Tamás: Hét randi (Lány) – Spirit Színház
- Mészáros Tibor: Istent a falra festeni (Ágika) – Csokonai Nemzeti Színház
- Alekszandr Nyikolajevics Osztrovszkij: Karrier, avagy a lónak négy lába van, mégis… (színész) – Csokonai Nemzeti Színház
- Misima Jukió: Krisztus születése (színész) – Csokonai Nemzeti Színház
- Kiss Csaba: Kun László (színész) – Csokonai Nemzeti Színház
- Móricz Zsigmond: Légy jó mindhalálig (színész) – Csokonai Nemzeti Színház
- Szőcs Géza: Liberté ’56 (Anna) – Csokonai Nemzeti Színház
- Stanislaw Wyspianski: Novemberi éj (színész) – Csokonai Nemzeti Színház
- Mihail Ugarov: Oblom-off (Olga Szergejevna Iljinszkaja) – Veszprémi Petőfi Színház, Csokonai Nemzeti Színház
- Szabó Magda: Régimódi történet (Emma) – Csokonai Nemzeti Színház, Thália Színház
- Marin Držić: Ribillió Rómában (Dundo Maroje) (színész) – Csokonai Nemzeti Színház
- William Shakespeare: Rómeó és Júlia (színész) – Szabadművelődés Háza
- Sárkánykrónikák (irodalmi est, színész) – Csokonai Nemzeti Színház
- Scapin, a szemfényvesztő (Jácint, Géront lánya, Octave szerelmese, Zerbinette, állítólagos cigánylány, Leander szerelmese) – Vörösmarty Színház, Nemzeti Színház, Thália Színház
- Lázár Ervin: Szegény Dzsoni és Árnika (színész) – Csokonai Nemzeti Színház
- Szépek és Balekok – GNM Kontúr Fizikai Táncszínház
- Wolfgang Amadeus Mozart: Szöktetés a szerájból (színész) – Csokonai Nemzeti Színház
- Móricz Zsigmond: Úri muri (színész) – Csokonai Nemzeti Színház
- Alekszandr Nyikolajevics Osztrovszkij: Vihar (színész) – Csokonai Nemzeti Színház

## Filmszerepei
- 2003–2005 – Szeress most! (Szalay Emese) – sorozat (46 rész, több rendező)
- 2007 – Liberté ’56 (Anna) (rendező: Vidnyánszky Attila)
- 2007 – Estére mindig leszáll a köd (Fiatal feleség) (rendező: Szőnyi G. Sándor)
- 2014 – A rögöcsei csoda (Bori) (rendező: Dánielfy Zsolt)